# Karcsú haranggomba
A karcsú haranggomba (Conocybe tenera) a kérészgombafélék családjába tartozó, Európában és Észak-Amerikában honos, réteken, kertekben élő, nem ehető gombafaj.

## Megjelenése
A karcsú haranggomba kalapja 1-3 cm széles, alakja kezdetben kúpos, majd harang alakúvá szélesedik. Széle nagyon halványan bordázott. Felszíne sima, száraz. Színe, okkerbarna, fahéjbarna vagy rozsdabarna; száraz időben kiszáradva sárgás, halvány bézs színű.
Húsa vékony, krémszínű vagy halvány sárgásbarna. Íze és szaga nem jellegzetes. 
Ritkásan álló lemezei tönkhöz nőttek. Színük kezdetben halvány okkeres, majd a spórák érésével fahéj- vagy rozsdaszínűvé válnak; élük halványabb. 
Tönkje 5-9 cm magas és 0,4-0,7 cm vastag. Alakja karcsú, belül üregesedik, törékeny. Színe rozsdabarnával árnyalt fehéres, felülete finoman szemcsés. 
Spórapora rozsdabarna. Spórája ellipszis alakú, vastag falú, sima, mérete 9-14 x 5-8 μm.

### Hasonló fajok
A tejfehér haranggomba, esetleg a hegyes badargomba hasonlíthat hozzá. 

## Elterjedése és termőhelye
Európában és Észak-Amerikában honos. Magyarországon gyakori.
Réteken, kertben, parkban; jól trágyázott, füves helyeken (néha korhadó faforgácson vagy erdőszéli avaron) található meg. Májustól szeptemberig terem.
Nem ehető, rokonai között mérgezőek is előfordulnak.    

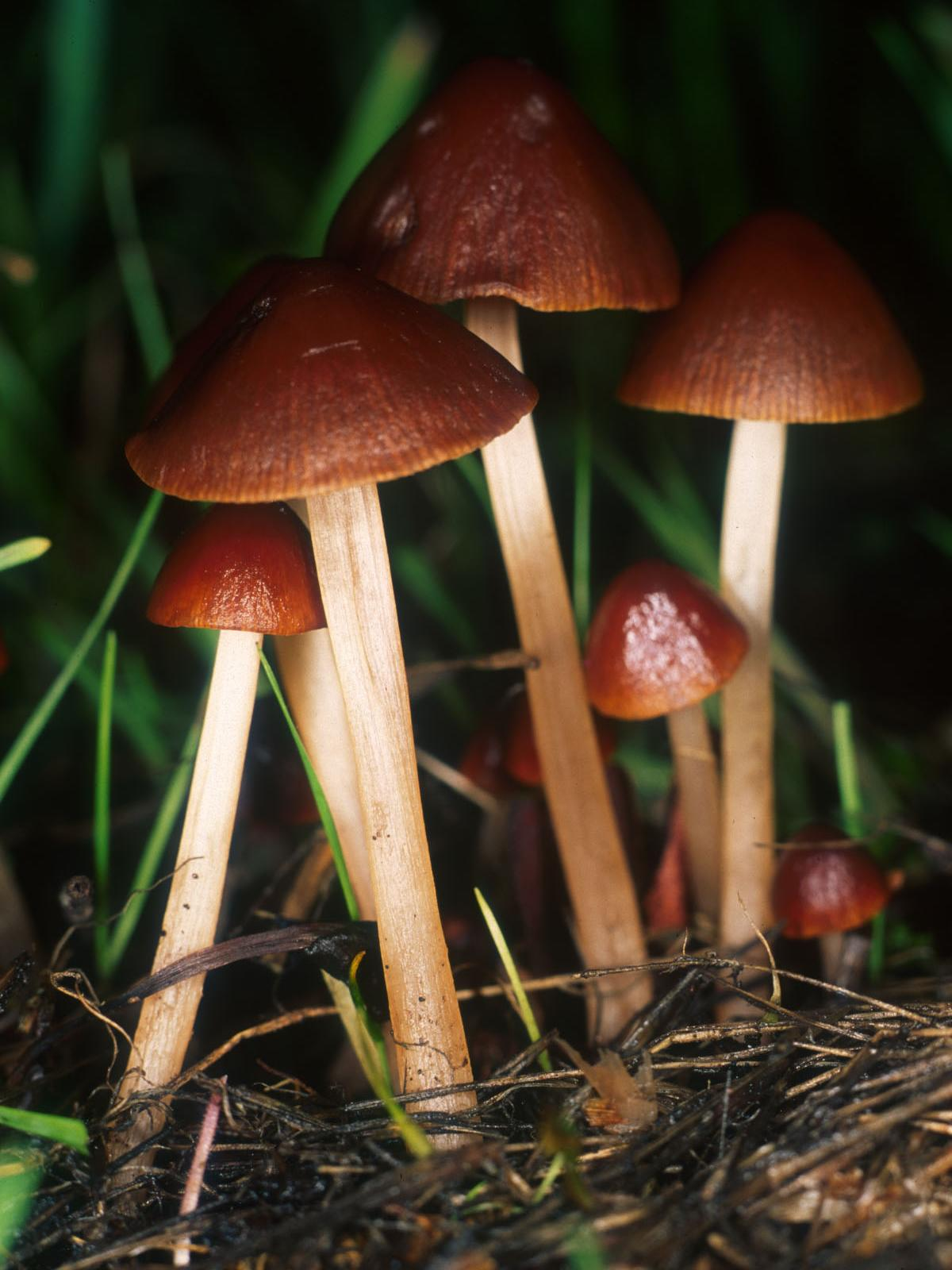
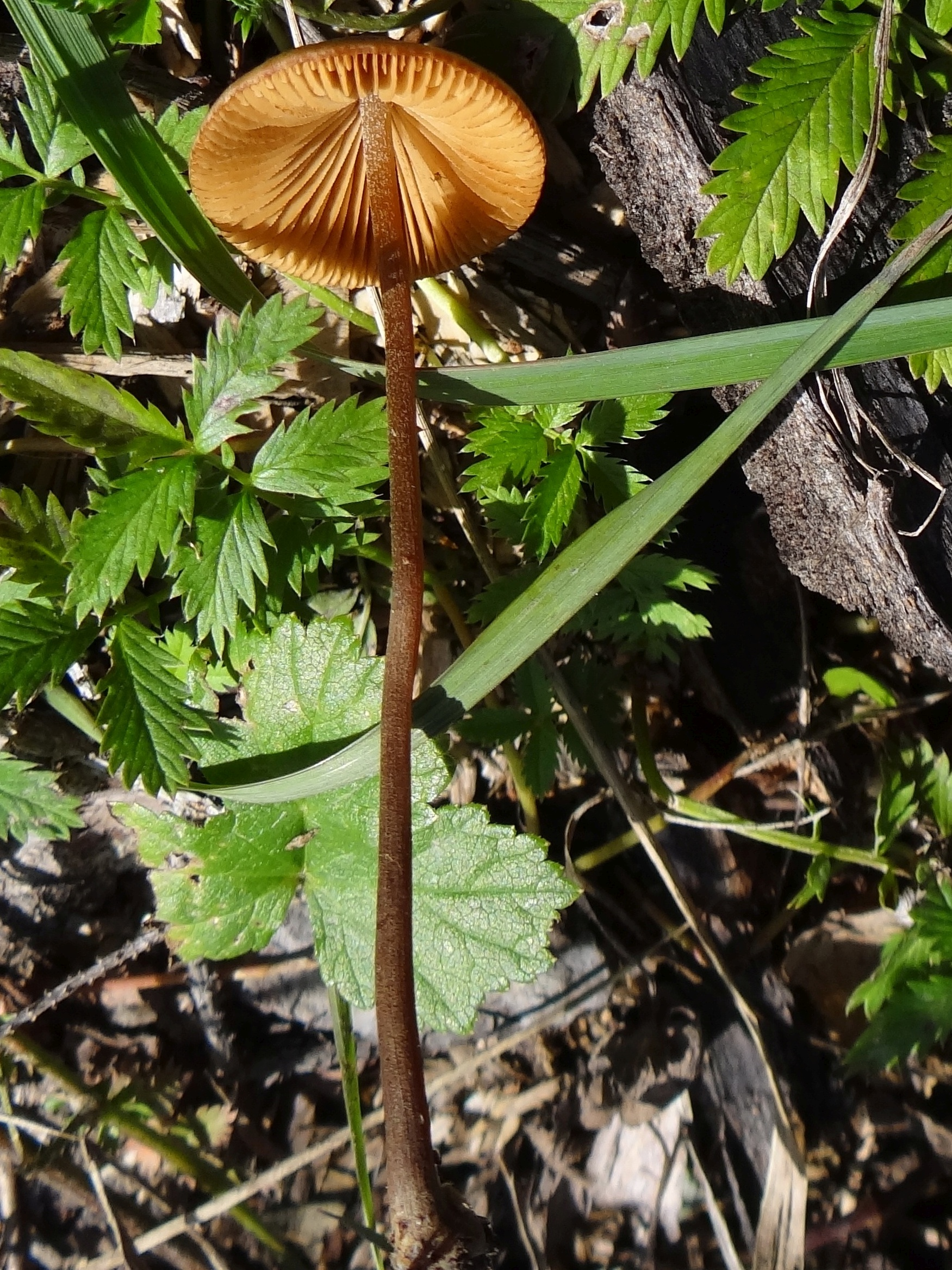
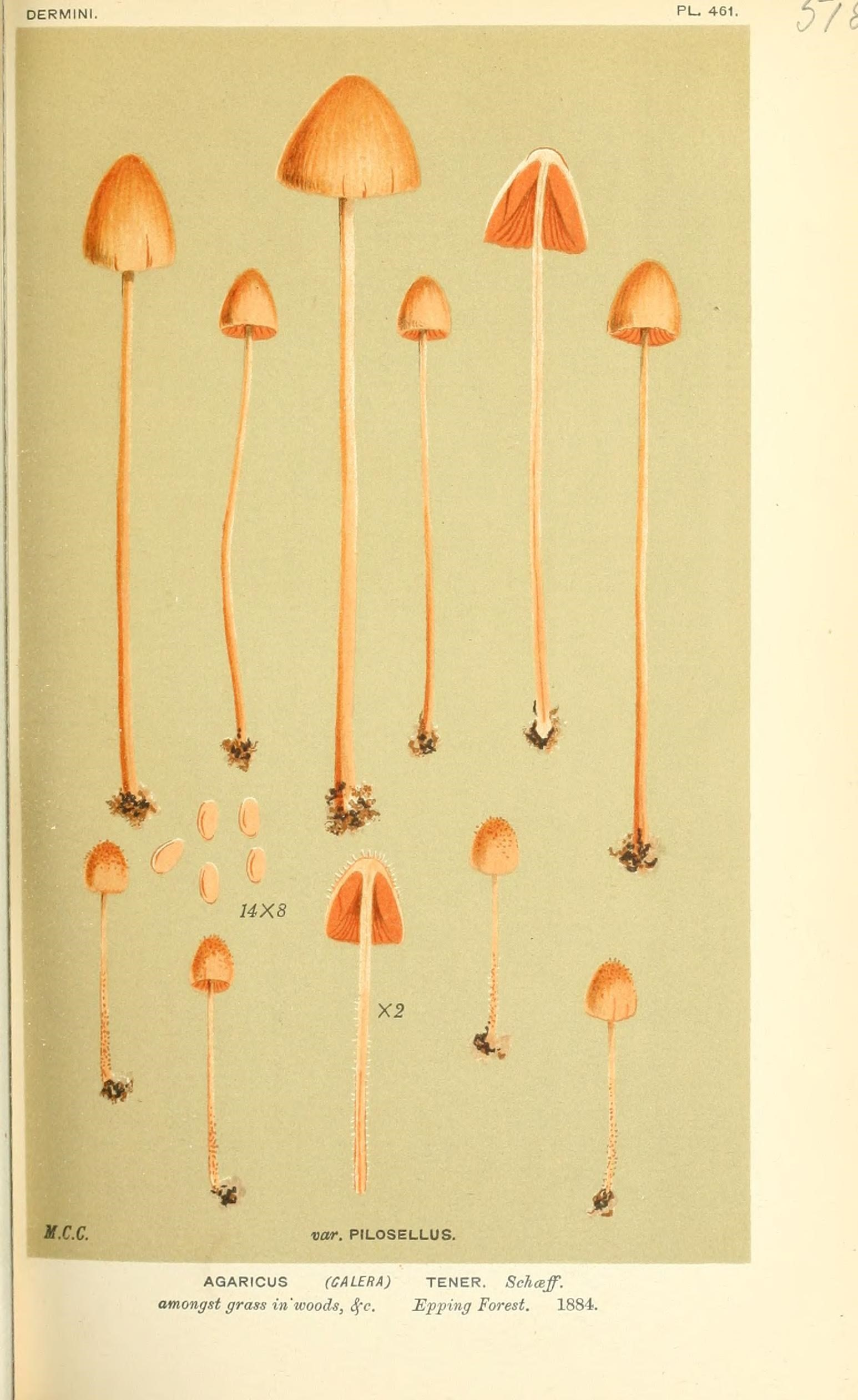